# Herostratos

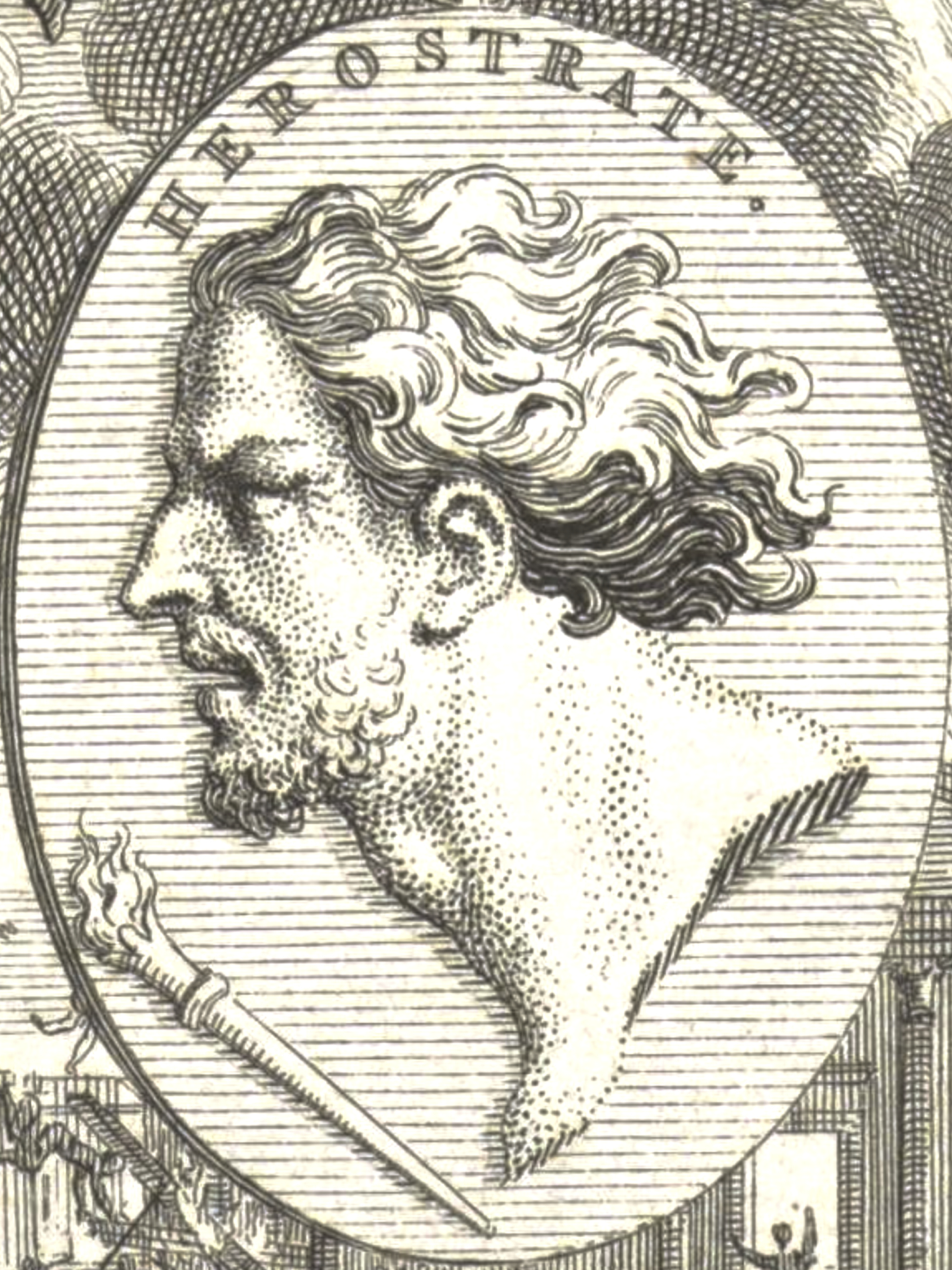
Porträtt av Herostratos, Rijksmuseum i Amsterdam.

Herostratos (grekiska: Ἡρόστρατος) var en grek som brände ned det praktfulla Artemistemplet i Efesos den 21 juli år 356 f.Kr. i syfte att uppnå ryktbarhet.
Nedbränningen av templet sägs ha inträffat samma natt som Alexander den store föddes. Dennes fader Filip – två år senare kung av Makedonien – skall ha sagt: "Detta är ett järtecken! Det brinnande templet är en fackla, som lyser över min sons framtid." 
Herostratos blev dömd till döden. Man försökte även radera Herostratos ur historien genom att införa dödsstraff för den som nämnde hans namn. Trots detta har han blivit ihågkommen för eftervärlden genom den grekiske historieskrivaren Theopompos, som har berättat om honom i sina verk.

## Herostratisk ryktbarhet
Dådet har givit upphov till uttrycket herostratisk ryktbarhet, det vill säga ryktbarhet som vunnits genom illdåd, ofta sådant av meningslöst destruktiv och icke-ändamålsenlig karaktär.

## I litteraturen
Jean-Paul Sartres novell Herostratos, som återfinns i novellsamlingen Muren, handlar om en man som får lust och planerar att skjuta på människor med sin revolver.